# Ophiostriatus bispinosus
Ophiostriatus bispinosus is een slangster uit de familie Ophiuridae.
De wetenschappelijke naam van de soort werd in 1897 gepubliceerd door René Koehler.